# Cœurs de braise
Cœurs de braise (Second Chances) est un téléfilm américain diffusé le 27 juillet 2013 sur Hallmark Channel et en France le 21 mai 2013 sur M6.

## Réalisation
- Titre original : Second Chances
- Titre de travail : Two In
- Titre de la sortie DVD : Hearts on Fire
- Réalisateur : Ernie Barbarash
- Scénaristes : James T. Buck et Karen Struck
- Date de sortie : 27 juillet 2013

## Distribution
- Alison Sweeney : Jenny McLean
- Greg Vaughan : Jeff Sinclair
- Edward Asner : Chef Buddy
- Benjamin Stockham (en) : Luke McLean
- Charlotte Labadie : Elsie McLean
- Diego Serrano (en) : Guillermo
- Dawnn Lewis : Maria
- Rance Howard : Wilbur
- Nikki Hahn : Maddie
- Edith Fields : Minnie Wheaton
- James Eckhouse : Dr Coleman